# Broebelaar

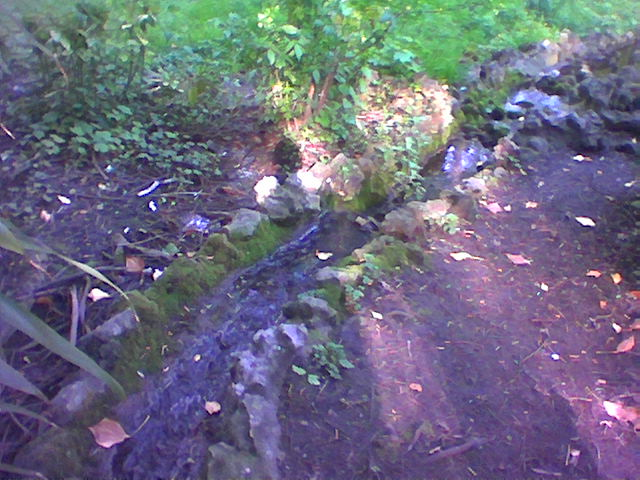
De Broebelaar

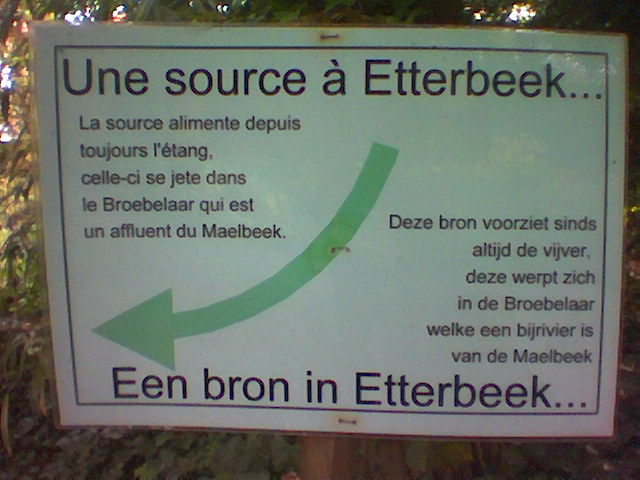
Bord bij de Broebelaar

De Broebelaar (of Broebelaer) is een beekje in de Brusselse gemeente Etterbeek.  De bedding van de Broebelaar is volledig verdwenen. De beek ligt in een collector. Oorspronkelijk had de Broebelaar haar eerste bron ten zuidwesten van het huidige Sint-Pietersplein. De Lodewijk Hapstraat volgt ongeveer de oorspronkelijke bedding. Ter hoogte van het Jourdanplein mondde de Broebelaar uit in de Maalbeek. Op de hellingen van de vallei van de Broebelaar waren verschillende bronnen. De meest gekende is die in het Jean-Félix Happark. Op de trappen van de Jubelberg kan men regelmatig water zien opborrelen, dit is eveneens een bron van deze beek. Het water van de Broebelaar werd afgeleid via een stelsel houten kanaaltjes en een hydraulische machine in de huidige Waterkrachtstraat te Sint-Joost-ten-Node naar het paleis van de aartshertogen Albrecht en Isabella en de tuin van de hertogen van Brabant op de Koudenberg. Volgens Alphonse Wauters in 'Histoire des environs de Bruxelles' werd in 1854 de waterbevoorrading volledig aangepast en diende het water van de Broebelaar hoofdzakelijk voor de Brusselse wijk tussen het Muntplein en de Kruidtuin. Het dagelijkse debiet van de bronnen was toen 1 200 kubieke meter.
1. ↑  https://www.irismonument.be/pdf/nl/1040-ontwikkeling_stedenbouwkundig_etterbeek.pdf
2. ↑  https://www.uitinbrussel.be/files/BroodjeBrussel_walk_Groot_Anatolie.pdf